# 반피아과
반피아과(Banffidae)는 반피아목(Banfiata)의 유일한 과이다. 반피아속, 헤테로모푸스속, 스케에멜라속을 포함하고 있다. 반피아과는 다른 고충동물의 7개의 분절된 후체를 가지고 있는데, 반피아과의 경우 7개보다 더 많은 분절된 후체를 가지고 있다는 점에서 다른 고충동물과 다른 특징을 가지고 있다.